# Tages-Post (Linz)
Die Tages-Post, abweichend auch als Tagespost bezeichnet, war eine österreichische Zeitschrift, die erstmals am 1. Jänner 1865 herausgegeben wurde. Nach der Einstellung im Jänner 1944 erschien sie nochmals von Oktober 1953 bis Ende 1954, bis sie mit den 1945 gegründeten Oberösterreichischen Nachrichten fusioniert wurde.

## Geschichte
1864 entschloss sich der Unternehmer, Druckereibesitzer und Verleger Josef Wimmer (1808–1894), eine fortschrittliche Tageszeitung zu gründen, die zunächst in Linz und danach in ganz Oberösterreich erscheinen sollte. Damals gab es in Linz zwei Tagesblätter, die Linzer Zeitung als offizielles Blatt der Statthalterei im Verlag Eurich und den privaten Abendboten der Druckerei Huemers Witwe & Danner, des späteren konservativen Preßvereins. Während Wimmers Tageszeitung im Jahr 1865 unter dem Titel Linzer Tages-Post erschien, wurde ab Anfang 1866 nur mehr die kurze Bezeichnung Tages-Post verwendet. Als Gegenreaktion in der publizistischen Auseinandersetzung gründete der Linzer Bischof Franz Joseph Rudigier vier Jahre später das Linzer Volksblatt.
1908 kam der deutschnationale Redakteur Richard Schubert (1866–1933), der zuvor für das Prager Tagblatt und die Bohemia in Prag gearbeitet hatte, als politischer Redakteur zur Tages-Post.
Die Tages-Post war nach dem Ersten Weltkrieg mit 31.000 Abonnenten im Jahr 1919 das führende Blatt in Oberösterreich.
Nach dem Anschluss Österreichs an Deutschland im Jahr 1938 wurde die Pressefreiheit außer Kraft gesetzt. Der Einfluss der Unternehmerfamilie Wimmer auf die Tages-Post wurde völlig unterbunden, der Familie blieb lediglich das Eigentumsrecht an dem Blatt, das dann als Oberdonau-Zeitung – Amtliche Zeitung der NSDAP weitergeführt wurde. 1945 gründeten die US-Streitkräfte die Oberösterreichische Nachrichten, die sowohl in den Redaktionsräumen als auch in der Druckerei der alten Tages-Post hergestellt wurden. Es bestand allerdings keine geistige Brücke zur ehemaligen, stets großdeutsch gesinnten Tages-Post, deren Neuerscheinung aus wirtschaftlichen und politischen Gründen nicht möglich war.
1953 wurde die Zwangsverpachtung der Druckerei Wimmer aufgehoben. Das war das Comeback für die Linzer Tagespost und die Nachfahren von Josef und Julius Wimmer. Zwei Jahre lang führten die Oberösterreichischen Nachrichten im Besitz des Nationalrats-Abgeordneten Alfred Maleta und die Tages-Post einen erbitterten Konkurrenzkampf. 1955 beschlossen Maleta und die Gesellschafter der Wimmer-Gruppe, die beiden Zeitungen zu vereinen. In diesem Sinne können die Oberösterreichischen Nachrichten auch als Nachfolger der vormaligen Tages-Post bezeichnet werden.

## Chefredakteure
- 1865 Josef Wimmer
- 1866–1869 Josef Netwald
- 1870–1892 Josef Hinterhölzl
- 1892–1920 Karl Ritter von Görner
- 1920–1930 Richard Schubert[7]
- 1931–1934 Anton Gerschak
- 1935–1944 Ludwig Simkowsky